# Samsung Galaxy Tab 10.1
Samsung Galaxy Tab 10.1 là một máy tính bảng chạy trên hệ điều hành Android được sản xuất bởi Samsung. Nó được giới thiệu lần đầu ra công chúng vào ngày 13 tháng 2 năm 2011 tại sự kiện Samsung Unpacked được tổ chức tại Barcelona.
Samsung Galaxy Tab 10.1 là thệ hệ tiếp theo của dòng sản phẩm Samsung Galaxy Tab. Được kế thừa từ Samsung Galaxy S II, là sản phẩm cạnh trang trực tiếp với iPad 2 của Apple.

## Liên kết
- Website chính thức